# 朱塞佩·吉比利斯科
朱塞佩·吉比利斯科（義大利語：Giuseppe Gibilisco，1979年1月5日—），意大利男子田径运动员，主攻撑杆跳高。他曾代表意大利参加2000年、2004年和2008年夏季奥林匹克运动会田径比赛，获得一枚铜牌。